# La Quotidiana
La Quotidiana è un quotidiano svizzero. La sede del giornale è a Coira, capitale del Canton Grigioni. È l'unico quotidiano in lingua romancia, ed è membro dell'Associazione dei quotidiani in lingua minoritaria e regionale (MIDAS).

Il quotidiano è nato il 6 gennaio 1997 dall'unione dei giornali in lingua romancia Casa Paterna, Fögl Ladin, Gasetta Romontscha e La Pùnt. Il quotidiano aveva una diffusione di 4 311 copie nei Grigioni di lingua romancia (41 519 parlanti).
La cronaca suddivide il giornale nelle seguenti edizioni:
- Surselva copre tutta la regione Surselva (59,4% romanci)
- Engadina copre tutta la regione Engiadina Bassa/Val Müstair (57,9% romanci) e la regione Maloja (tranne il comune di Bregaglia di lingua italiana) (12,3% romanci)
- Surmeir copre tutta la regione Albula (25,4% romanci)